# Leucostegia chaerophylla
Leucostegia chaerophylla là một loài thực vật có mạch trong họ Dryopteridaceae. Loài này được (Wall. ex Hook.) J. Sm. miêu tả khoa học đầu tiên năm 1842.